# GrabIt
 (septembre 2012).
Grabit est un logiciel permettant le téléchargement de fichiers binaires sur les newsgroup usenet en compilant plusieurs fichiers pour former le fichier final.

## Fonctions
Il contient un filtreur d'en-tête et un module de recherche.
Il décode le Yenc sur le réseau Usenet.

## Connexions multiples
GrabIt autorise des connexions simultanées au service de news, 32 au maximum, qui permettent des téléchargements rapides.
C'est un newsreader permettant l'import des fichiers NZB.